# 貫流
貫流（かんりゅう）は、津田信之（津田権之丞）が開いた槍術の流派。津田貫流（つだかんりゅう）、一兮流（いっけいりゅう）、尾張貫流（おわりかんりゅう）とも呼ばれる。愛知県名古屋市の春風館道場で修練されている。

## 概要
尾張藩士・津田信之は、「伊東流」を虎尾三安の門人・森勘兵衛から学ぶ。また佐分利円右衛門（佐分利流槍術とは無関係）を師としてその奥義を得て、貫流を開いた。信之は尾張藩槍奉行として300石を賜った。尾張藩主・徳川吉通が他藩に伝えることを禁じたことから「御留流」とされた。
当流では、剣・槍二芸は「車の両輪」「鳥の双翼の如し」とされ「槍法を知らずして刀術を語るなかれ、刀法を知らずして槍術を語るなかれ」と教え、槍術と剣術を併習することを重視する。当流では「とのもの太刀」として、新陰流、新当流、円明流など伝来の技を修練する。
貫流の槍の長さは「二間」。これに「管」を通して使い、螺旋を描いて繰り出し、繰り引くときのスピードと破壊力をその特徴とする。現在も春風館道場では「試合に始まり形に終わる」という教えを伝え、防具をつけての地稽古を中心に行っている。支部道場として関東支部（神奈川県鎌倉市）、海外統括支部（東春風館道場・アメリカ　アリゾナ州セドナ）でも修練されている。